# Liste der Bodendenkmäler in Höchheim
Auf dieser Seite sind die Bodendenkmäler in der unterfränkischen Gemeinde Höchheim zusammengestellt. Diese Tabelle ist eine Teilliste der Liste der Bodendenkmäler in Bayern. Grundlage ist die Bayerische Denkmalliste, die auf Basis des Bayerischen Denkmalschutzgesetzes vom 1. Oktober 1973 erstmals erstellt wurde und seither durch das Bayerische Landesamt für Denkmalpflege geführt wird. Die folgenden Angaben ersetzen nicht die rechtsverbindliche Auskunft der Denkmalschutzbehörde.

## Bodendenkmäler in Höchheim
| Lage       | Objekt                                                                                      | Akten-Nr.     | Bild |
| ---------- | ------------------------------------------------------------------------------------------- | ------------- | ---- |
| (Standort) | Bestattungsplatz mit Grabhügeln vorgeschichtlicher Zeitstellung.                            | D-6-5528-0017 |      |
| (Standort) | Siedlung der Linearbandkeramik, der Urnenfelderzeit, der Hallstattzeit                      | D-6-5628-0038 |      |
| (Standort) | Siedlung der Linearbandkeramik.                                                             | D-6-5628-0040 |      |
| (Standort) | Bestattungsplatz mit Grabhügel vorgeschichtlicher Zeitstellung.                             | D-6-5628-0041 |      |
| (Standort) | Mittelalterlicher Burgstall.                                                                | D-6-5628-0043 |      |
| (Standort) | Siedlung der Linearbandkeramik und der Hallstattzeit.                                       | D-6-5628-0085 |      |
| (Standort) | Siedlung vor- und frühgeschichtlicher Zeitstellung.                                         | D-6-5628-0094 |      |
| (Standort) | Siedlung der römischen Kaiserzeit.                                                          | D-6-5628-0095 |      |
| (Standort) | Siedlung der Linearbandkeramik und der Urnenfelderzeit.                                     | D-6-5628-0097 |      |
| (Standort) | Archäologische Befunde des Mittelalters und der frühen Neuzeit                              | D-6-5628-0136 |      |
| (Standort) | Archäologische Befunde der frühen Neuzeit im Bereich des sog. Schlosses in Höchheim.        | D-6-5628-0137 |      |
| (Standort) | Archäologische Befunde des Mittelalters und der frühen Neuzeit                              | D-6-5628-0140 |      |
| (Standort) | Archäologische Befunde des Mittelalters und der frühen Neuzeit                              | D-6-5628-0143 |      |
| (Standort) | Archäologische Befunde des Mittelalters und der frühen Neuzeit                              | D-6-5628-0144 |      |
| (Standort) | Archäologische Befunde des Mittelalters und der frühen Neuzeit im Bereich der Evang. Kirche | D-6-5628-0147 |      |